# Torneo di Wimbledon 1997
Il Torneo di Wimbledon 1997 è stata la 111ª edizione del Torneo di Wimbledon e terza prova stagionale dello Slam.
Si è giocato dal 23 giugno al 6 luglio 1997. Il torneo ha visto vincitore l'americano Pete Sampras nel singolare maschile,
mentre in quello femminile si è imposta la svizzera Martina Hingis. Nel doppio maschile hanno trionfato gli australiani Todd Woodbridge e Mark Woodforde, il doppio femminile è stato vinto dalla coppia formata da Gigi Fernández e Nataša Zvereva e nel doppio misto hanno vinto Helena Suková con Cyril Suk.

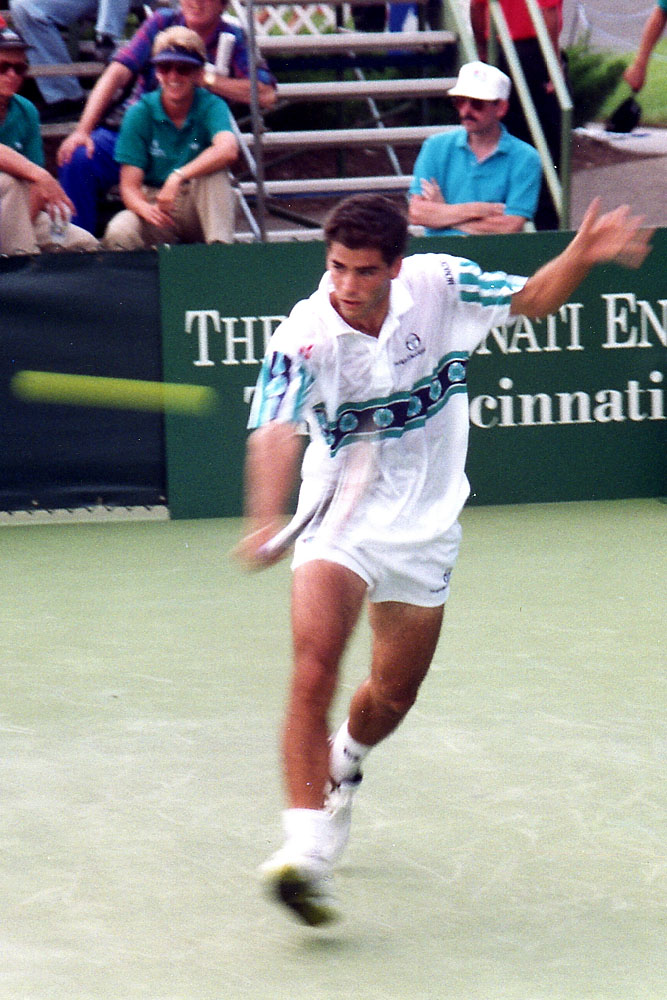
Pete Sampras al 4º titolo a Wimbledon

## Risultati

### Singolare maschile
Pete Sampras ha battuto in finale  Cédric Pioline col punteggio di 6–4, 6–2, 6–4

### Singolare femminile
Martina Hingis ha battuto in finale  Jana Novotná col punteggio di 2–6, 6–3, 6–3

### Doppio maschile
Todd Woodbridge /  Mark Woodforde hanno battuto in finale  Jacco Eltingh /  Paul Haarhuis col punteggio di 7–6(4), 7–6(7), 5–7, 6–3

### Doppio femminile
Gigi Fernández /  Nataša Zvereva hanno battuto in finale  Nicole Arendt /  Manon Bollegraf col punteggio di 7–6(4), 6–4

### Doppio misto
Helena Suková /  Cyril Suk hanno battuto in finale  Larisa Neiland /  Andrej Ol'chovskij col punteggio di 4–6, 6–3, 6–4

## Junior

### Singolare ragazzi
Wesley Whitehouse ha battuto in finale  Daniel Elsner col punteggio di 6–3, 7–6(6)

### Singolare ragazze
Cara Black ha battuto in finale  Aubrie Rippner col punteggio di 6–3, 7–5

### Doppio ragazzi
Luis Horna /  Nicolás Massú hanno battuto in finale  Jaco van der Westhuizen /  Wesley Whitehouse col punteggio di 6–4, 6–2

### Doppio ragazze
Cara Black /  Irina Seljutina hanno battuto in finale  Maja Matevžič /  Katarina Srebotnik col punteggio di 3–6, 7–5, 6–3